# Греческое
Гре́ческое — село в Минераловодском городском округе Ставропольского края России.

## География
Село расположено в северной части Минераловодского района. Площадь — 5345 га.
Расстояние до краевого центра: 106 км.
Расстояние до районного центра: 26 км.

## История
Село Греческое было основано 21 сентября 1897 года греческими переселенцам из Османской империи. На 1904 год в Греческом насчитывалось 150 дворов и 1044 человека. Жителям принадлежало 4,6 тысяч десятин земли, из них под посевами — 1,7 тысяч десятин.
До 17 января 1991 года село входило в Розовский сельсовет. 17 января 1991 года Президиум Ставропольского краевого Совета народных депутатов решил «Образовать в Минераловодском районе Греческий сельсовет с центром в селе Греческое, включив в его состав село Греческое, выделенное из состава Розовского сельсовета этого же района».
До 2015 года образовывало сельское поселение Село Греческое Минераловодского района Ставропольского края.

## Население
| 1903  | 1989 | 2002  | 2010  | 2011  | 2012  | 2013  | 2014  | 2015  |
| ----- | ---- | ----- | ----- | ----- | ----- | ----- | ----- | ----- |
| 1044  | ↘916 | ↗1015 | ↗1077 | ↘1075 | ↗1082 | ↗1086 | ↘1078 | ↗1090 |
| 2021  |      |       |       |       |       |       |       |       |
| ↗1124 |      |       |       |       |       |       |       |       |

Национальный состав
По данным переписи 2002 года, в национальной структуре населения греки составляли 62 %.
По итогам переписи населения 2010 года проживали следующие национальности (национальности менее 1 %, см. в сноске к строке «Другие»):
| Национальность | Численность | Процент |
| -------------- | ----------- | ------- |
| Греки          | 592         | 54,97   |
| Русские        | 284         | 26,37   |
| Армяне         | 105         | 9,75    |
| Табасараны     | 23          | 2,14    |
| Азербайджанцы  | 12          | 1,11    |
| Другие         | 61          | 5,66    |
| Итого          | 1077        | 100,00  |

## Инфраструктура
Дом культуры, средняя общеобразовательная школа № 2, этнографический музей истории, культуры, быта и ремёсел греков Северного Кавказа. Музей расположен на территории церкви Георгия Победоносца и состоит из двух строений (жилой избы и землянки), объединённых хозяйственным двором..

## Русская православная церковь
- Храм святого великомученика Георгия Победоносца. В 1899 году был построен саманный на каменном фундаменте молитвенный дом. Колокола при нём были укреплены на двух

деревянных столбах. Освящение молитвенного дома состоялось 23 апреля 1899 года. Жители села в 1902 года решили построить новую церковь из жженого кирпича на каменном фундаменте, так как молитвенный дом стал тесен. Из-за недостатка средств храм был выстроен лишь к осени 1911 года.

## Памятники
Братская могила красных партизан, погибших в годы гражданской войны и советских воинов, погибших при освобождении села от фашистских захватчиков. 1943, 1952 года